# سیوداد خوارس، چی‌واوا
سیوداد خوارس (اسپانیایی: Ciudad Juárez‎؛ ‏اسپانیایی: [sjuˈðað ˈxwaɾes] ) شهری در ایالت چیئوائوا در شمال مکزیک است، این شهر در کنار رودخانه ریوگرانده قرار دارد و شهر مرزی با خاک آمریکاست و با شهر ال پاسو در (تگزاس) هم مرز است. این شهر بزرگترین و پر جمعیت‌ترین شهر ایالت چیئوائوا در مکزیک به‌شمار میرود.

## آب و هوا
- میانگین بالاترین دما در سال ۲۵٫۶ سلسیوس (بالاترین دما ماه ژوئن ۳۵٫۶ سلسیوس)
- میانگین پایین‌ترین دما در سال ۸٫۵ سلسیوس (پایین‌ترین دما ماه ژانویه -۱٫۹ سلسیوس)
- بارش در سال ۲۲۰ میلی‌متر (بالاترین بارش ماه ژوئیه ۵۸ میلی‌متر / پایین‌ترین بارش ماه آوریل ۱ میلی‌متر)

## پیشینه
سیوداد خوارس با نام "ال پاسو دل نورته" (El paso del Norte) "راه عبور شمالی" در سال ۱۶۵۹ میلادی توسط اسپانیایی‌های مهاجر٬ که به دنبال یک مسیر از جنوب کوه های راکی بودند تأسیس شد.
پس از استقلال مکزیک در سال ۱۸۲۱ میلادی (۱۲۰۰ خورشیدی) و جنگ آمریکا و مکزیک در سال‌های ۱۸۴۶ تا ۱۸۴۸ میلادی (۱۲۲۴ تا ۱۲۲۵ خورشیدی)٬ جنگی که در آن مکزیک قسمت بزرگی از خاک خود را در شمال به همسایه خود آمریکا واگذار کرد. در آخر جنگ بنا بر قرارداد گواداالوپه ایدالگو (Treaty of Guadalupe Hidalgo)٬ تصمیم گرفته شد که این شهر به مرز بین آمریکا و مکزیک تبدیل شود٬ به طوری که رودخانه ریوگرانده مرزه این دو کشور باشد. این تصمیم در حقیقت شهر را به دو قسمت شمالی در خاک آمریکا و جنوبی در خاک مکزیک تقسیم کرد.قسمت شمالی این شهر در خاک آمریکا "ال پاسو" نام دارد. از آن زمان و تا سال ۱۹۳۰ میلادی (۱۳۰۸ خورشیدی) جمعیت این شهر در هر دو طرف مرز می‌توانستند آزادانه در این شهر بدون در نظر گرفتن مرز کشوری رفت‌وآمد کنند.
در زمان حمله فرانسه به مکزیک (۱۸۶۲ تا ۱۸۶۷ میلادی - ۱۲۴۰ تا ۱۲۴۵ خورشیدی)، این شهر محل توقف موقت نیروهای جمهوری خواه بنیتو خوارس بود تا زمانی که توانستند تأسیس دولت خود را در تبعید در شهر چیئوائوا به عمل بیاورند.
در سال‌های انقلاب مکزیک (۱۹۱۰ میلادی - ۱۲۸۸ خورشیدی) این شهر خرابی‌های زیادی داشت٬ چون انقلابیان از جمله پانچو وییا برایی به دست گرفتن این شهر تلاش و نبردهایی زیادی کردند، تا اندازی که در سال‌های ۱۹۱۴ تا ۱۹۱۷ میلادی (۱۲۹۲ تا ۱۲۹۵ خورشیدی) بخش عمده ای از جمعیت این شهر، شهر را رها کرد و به شهرهای دیگر پناه بردند.
در دهه‌های ۱۹۲۰ تا ۱۹۴۰ (۱۳۰۰ تا ۱۳۲۰ خورشیدی) گردشگری، قمار، و کارخان‌های سبک به این شهر بهبود دادند و جمعیت آن دوباره بالاتر رفت٬ و باز سازی آن آغاز شد.

## نام
نام نخست این شهر در زمان تأسیس "ال پاسو دل نورته" (El paso del Norte) "راه عبور شمالی" بود، و نام فعلی آن "سیوداد خوارس" (شهر خوارس) در سال ۱۸۸۸ میلادی (۱۲۶۶ خورشیدی) به این شهر داده شد، که به افتخار بنیتو خوارس و به خاطر توقف موقت نیروهای جمهوری خواه او در زمان حمله فرانسه به مکزیک٬ تا زمانی که توانستند دولت خود را در تبعید در شهر چیئوائوا تأسیس کنند داده شده‌است.

## امروزه
امروزه شهر سیوداد خوارس٬ دارای چهار پول بین‌المللی است که این شهر را به شهر ال پاسو در تگزاس ارتباط میدهد .این گذرگاه‌های مرزی در سال ۲۰۰۸ میلادی (۱۳۸۶ خورشیدی) ۲۲،۹۵۸،۴۷۲ گذر داشتند، این سیوداد خوارس را به بزرگترین نقطه ورود و حمل و نقل در شمال مرکزی مکزیک تبدیل می‌کند. همچنین این شهر دارای یک مرکز صنعتی در حال رشد است که بخش بزرگی از آن توسط بیش از ۳۰۰ کارخانه مونتاژه که در داخل و اطراف شهر ساخته شده‌اند تشکیل شده‌است.
سیوداد خوارس٬ یکی از سریع‌ترین شهرهای در حال رشد در جهان است، در این حال٬ این شهر به عنوان "خشونت آمیزترین شهردر جهان که خارج از منطقه جنگ" است شناخته شده‌است٬ و یکی از نا امنترین شهرهایی مکزیک به‌شمار میرود.
.

## شهرهای خواهرخوانده
شهر سیوداد خوارس ۸ شهر خواهرخوانده دارد
- ال پاسو٬ آمریکا
- تیخوانا٬ مکزیک
- لاس کروسس٬ آمریکا
- سن دیگو٬ آمریکا
- چیئوائوا٬ مکزیک
- تکومان٬ مکزیک
- جوازیرو٬ برزیل
- ساراگوسا٬ اسپانیا